# Curtis Sanford
Curtis Sanford (* 5. Oktober 1979 in Owen Sound, Ontario) ist ein ehemaliger kanadischer Eishockeytorwart, der zuletzt bei Lokomotive Jaroslawl aus der Kontinentalen Hockey-Liga unter Vertrag stand. Zuvor verbrachte er einen Großteil seiner Karriere in der National Hockey League und spielte dort unter anderem für die St. Louis Blues, Vancouver Canucks und Columbus Blue Jackets.

## Karriere
Der 1,78 m große Goalie begann seine Profikarriere bei den Owen Sound Platers in der kanadischen Juniorenliga OHL und wurde anschließend von keinem NHL-Team gedraftet, sodass er zunächst bei den Missouri River Otters in der United Hockey League anheuerte.
Im Oktober 2000 wurde der Kanadier schließlich als Free Agent von den St. Louis Blues verpflichtet, die ihn zunächst bei verschiedenen Farmteams in den Minor Leagues American Hockey League und East Coast Hockey League einsetzten. Seine ersten Einsätze in der National Hockey League absolvierte er in der Saison 2002/03. Trotz eines guten Gegentorschnitts von 1,96 Treffern pro Spiel schaffte Sandford es nicht, sich dauerhaft im Kader des Franchises aus Missouri  durchsetzen zu können. Zunächst kehrte er deshalb für zwei Jahre zu den Worcester IceCats in die AHL zurück, um dann 2005 eine neue Chance bei den Blues zu bekommen. Diese konnte er diesmal besser nutzen, Verletzungen kosteten ihn allerdings in der Folgezeit seinen Stammplatz zwischen den Pfosten.
Am 3. Juli 2007 unterschrieb Sanford einen Einjahresvertrag beim Ligakonkurrenten Vancouver Canucks, von denen er bis Sommer 2009 als Ersatzmann von Roberto Luongo eingesetzt wurde. Am 20. Juli 2009 unterschrieb der Kanadier einen Einjahresvertrag bei den Montréal Canadiens mit Gültigkeit für die NHL und AHL. Im Juli 2010 wurde sein Kontrakt um eine weitere Spielzeit verlängert. Auch in der Saison 2010/11 spielte Sanford im Farmteam bei den Hamilton Bulldogs und hatte dank einer Bilanz von fünf Shutouts und einer Fangquote von rund 93 Prozent entscheidenden Anteil am erfolgreichen Abschneiden der Bulldogs, die als bestes Team der North Division den Einzug in die Playoffs schafften. Im Anschluss wurde er ins Second All-Star Team der Liga gewählt.
Am 1. Juli 2011 unterzeichnete Sanford einen Zweiwege-Vertrag für ein Jahr bei den Columbus Blue Jackets, für die er insgesamt 36 Spiele in der NHL absolvierte. Im April 2012 wechselte Sanford das erste Mal nach Europa, als er einen Vertrag bei Lokomotive Jaroslawl aus der Kontinentalen Hockey-Liga unterschrieb.
Nach drei Jahren bei Lokomotive beendete er seine Karriere im März 2015.

## Erfolge und Auszeichnungen
| - 2001 ECHL Second All-Star Team - 2002 Teilnahme am ECHL All-Star Game - 2010 Harry „Hap“ Holmes Memorial Award (gemeinsam mit Cédrick Desjardins) | - 2011 Teilnahme am AHL All-Star Classic - 2011 AHL Second All-Star Team - 2014 KHL-Torwart des Monats März |